# Dylan Patton
Dylan Michael Patton (ur. 13 lipca 1992 w Denton, w Teksasie) – amerykański model i aktor. Pracował jako model dla: Dillards, Robinson’s May, JCPenney, Radio Schack, Jenco Jeans, Colour Jeans, Subaru, Transformers i innych firmach handlowych i przemysłowych.

## Życiorys
Urodził się w Teksasie jako syn profesjonalnych fotografów - Deborah Ann Fisher i Davida Granta Pattona. Ma młodszego brata, Juliana (ur. 1993). W wieku siedmiu lat rozpoczął karierę w show-biznesie. Wówczas był modelem, lecz nie trwało to długo, ponieważ szybko rozpoczął karierę telewizyjną.
Wiosną 2002 został wybrany do prowadzenia w telewizji pilotu serialu Nasza rodzina (Our Family) jako Dakota Manning. Dylan nie został wybrany do dalszych odcinków, ale to dało mu pierwsze prawdziwe doświadczenie na ekranie. W wieku dziesięciu lat zagrał swoją pierwszą główną rolę Claya Thomasa w filmie pełnometrażowym - komediodramacie familijnym Crab Orchard (2005) u boku Edwarda Asnera i Judge’a Reinholda. Film ten otrzymał wiele wyróżnień na festiwalach filmowych w USA. Następnie znalazł się w obsadzie dramatu Droga do raju (Paradise, Texas, 2006) z udziałem Timothy’ego Bottomsa, Meredith Baxter i Sheryl Lee. Rodzina Dylana przeprowadziła się do Los Angeles w kwietniu 2006. Jego głównym zainteresowaniem stał się sport, m.in. skating, snowboarding, skateboarding i piłka nożna.

## Filmografia
| Filmy                 | Filmy                                                  | Filmy               | Filmy                  |
| Rok                   | Tytuł                                                  | Rola                | Reżyser                |
| --------------------- | ------------------------------------------------------ | ------------------- | ---------------------- |
| 2005                  | Crab Orchard (Sheeba)                                  | Clay Thomas         | Michael J. Jacobs      |
| 2006                  | Droga do raju (Paradise, Texas)                        | Tyler Cameron       | Lorraine Senna         |
| 2006                  | O’ Best Beloved, Six Honest Men (film krótkometrażowy) | Oliver Murphy       | Mark David Montoya     |
| 2009                  | First Strike                                           | Dustin Tyler        | Steven Bratter         |
| 2013                  | Romey and Julie (film krótkometrażowy)                 | Romey               | Jade Grace             |
| Produkcje telewizyjne |                                                        |                     |                        |
| Rok                   | Tytuł                                                  | Rola                | Uwagi                  |
| 2002                  | Our Family                                             | Dakota Manning      | Pilot                  |
| 2005]                 | Świat Raven (That’s So Raven)                          | Justin Banks        | odc. „Goin' Hollywood” |
| 2007                  | Dowody zbrodni (Cold Case)                             | młody Matt Merriman | odc. „Blackout”        |
| 2009–2010             | Dni naszego życia (Days of Our Lives)                  | Will Horton         | 211 odcinków           |